# Gare de San Marcos
La gare de San Marcos est une gare ferroviaire des États-Unis, située dans la ville de San Marcos dans l'État du Texas.

## Histoire
Elle est mise en service en 2001. C'est une gare d'Amtrak.

## Service des voyageurs

### Desserte
La gare est desservie par une ligne d'Amtrak :
- Le Texas Eagle: Los Angeles - Chicago